# トムズ・ダイナー
「トムズ・ダイナー」（Tom's Diner）は米国のシンガーソングライターであるスザンヌ・ヴェガの楽曲。1981年もしくは1982年に書かれ、最初は1984年1月版のFast Folk Musical Magazineに収録された。スザンヌ・ヴェガの2枚目のスタジオアルバムである『孤独（ひとり）』 (1987年)の収録曲であったが、同アルバムの収録曲の「ルカ」のヒットを受けて1987年にヨーロッパのみでシングルとして発売された。その後、英国の音楽グループDNAによるリミックスが1990年にオーストリア、ドイツ、ギリシャ、スイスにてチャート1位となった。
この曲はMP3の開発において様々なデジタル圧縮手法のテストに使われたことが知られており、スザンヌ・ヴェガは「MP3の母」と呼ばれることになった。

## オリジナル版

### 背景と作詞・作曲

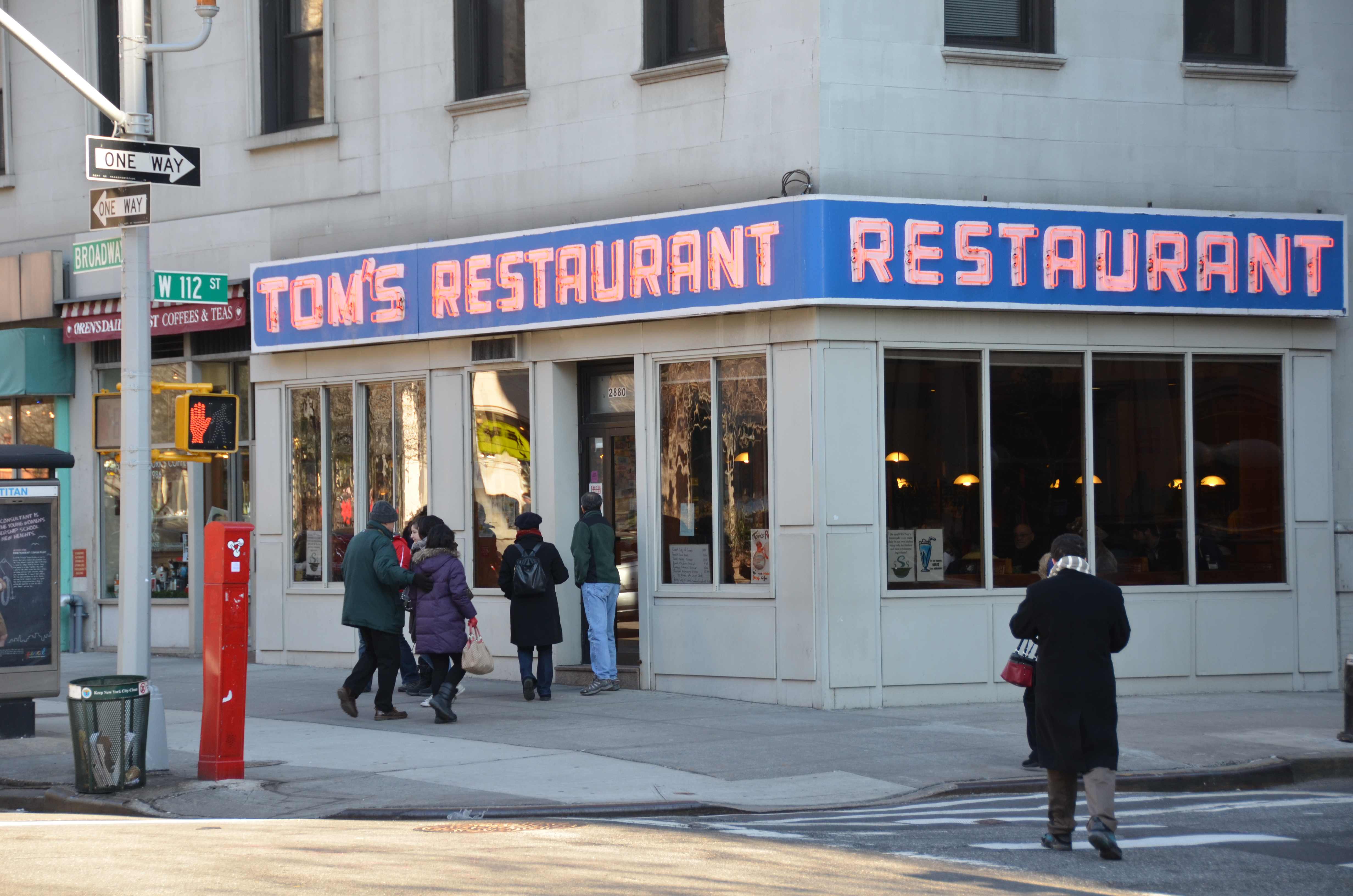
実在のトムズレストラン

曲中の「トムズ・ダイナー」はニューヨークのトムズレストランであり、ブロードウェイと西112番通りの北東角に20世紀半ばに開店したダイナーである。この曲の歌手であり、作詞作曲を行ったスザンヌ・ヴェガは近くのバーナード・カレッジの学生であった1980年代前半にこの店を頻繁に訪れていたとされる。このダイナーは1990年代に人気となったシチュエーション・コメディ「となりのサインフェルド」におけるモンクス・カフェの外観として使用されたことで有名になった。
曲は語り手がコーヒーを飲むためにダイナーにいる場面から始まり、新聞を読んでいることと、二人の女性（一人は入店し、もう一人は雨の中店外で立っている）に言及する。近隣の聖堂（セント・ジョン・ザ・ディヴァイン大聖堂）の鐘の音が語り手に名前の明かされない相手と真夜中のピクニックを思い起こさせる。曲の最後で語り手はコーヒーを飲み終え、電車に乗るためにダイナーを離れる。
スザンヌ・ヴェガは友人の写真家であるブライアン・ローズの作品の「自分は、多くの物事の目撃者であるが、それらに本当には関わったことがないかのように（中略）自分の人生をガラス窓越しに見ている」というコメントに基づいてこの曲を書いた。彼女はトムズレストランで座っている間に（男性の視点を含め）このように考え、作詞・作曲することに挑戦した。

### 「トムズ・ダイナー・デー」：作曲が行われた日
スザンヌ・ヴェガの公式サイトの記事が曲中の手がかりを元に曲が書かれた正確な日を検討している。
スザンヌ・ヴェガ自身はこの曲を書いたのは1982年と言ったが、ブライアン・ローズはこの曲が書かれたのは1981年半ばから1982年半ばであるとしている。曲の歌詞では、彼女が角のダイナーにいたのは雨降りの朝であり、新聞で「飲酒中に亡くなった俳優の話」を読み、その後、「ホロスコープを見るためにページをめくり、funniesを探した」とされている。ニューヨークの新聞のうち2紙のみが1981年と1982年にコミック・ストリップ(funnies)を掲載しており、そのうち1紙、ニューヨークポストのみが1981年11月16日(月)に遺体で発見されたアカデミー賞俳優のウィリアム・ホールデンの死を1面記事として取り上げていた。ニューヨークタイムズに向けた2008年のエッセーで、スザンヌ・ヴェガは死についての記事を読んだ俳優がホールデンであり、曲の歌詞の着想の基となったことを認めた。

### 曲と歌詞
スザンヌ・ヴェガは「トムズ・ダイナー」を歌唱とソロのピアノのための作品として思いついた。彼女のアルバム『孤独（ひとり）』では2つのバージョンが収録されており、アルバムはア・カペラ版で始まり、キーボードとサポートのギターで演奏されたインストゥルメンタル版で終わる。

### 「MP3の母」
「トムズ・ダイナー」は研究者のカールハインツ・ブランデンブルクによってMP3音声圧縮方式の開発中にリファレンスとして使用された。「私は自身の開発した圧縮アルゴリズムの微調整を行うところでした…廊下の奥のどこかでラジオから『トムズ・ダイナー』が流れていました。私はびっくりしました。この温かなア・カペラの声を圧縮するのはほぼ不可能だと分かりました。」と彼は回想した。
この曲の歴史についてのスウェーデン・テレビの2009年のドキュメンタリーではブランデンブルクは「私は博士論文を書き終えるところで、オーディオ雑誌をいくつか読んでいて、この曲がスピーカーの評価に使われているのを知りました。私は『OK。この曲が私の音声システム（MP3）でどうなるかみてみよう。』と言いました。その結果、他の全てがとても良く聞こえるビットレートでもスザンヌ・ヴェガの声は酷く聞こえることが分かりました」と述べた。
ブランデンブルクはこの曲を試験用に採用し、音声圧縮方式を改良するたびに何度も何度も繰り返し聴き、スザンヌ・ヴェガの繊細な声に悪影響を及ぼさないように心掛けた。MP3圧縮フォーマットは「トムズ・ダイナー」を再生するために特別にチューニングされたわけではなかった（コーデックの長年にわたる開発においては各種の批判的に分析された音源が用いられた）が、この逸話によりスザンヌ・ヴェガはレコーディング・エンジニアの間で「MP3の母」と呼ばれることになった

### 収録曲
| #  | タイトル                                            | 作詞 | 作曲・編曲 |
| -- | --------------------------------------------------- | ---- | ---------- |
| 1. | 「トムズ・ダイナー」(Tom's Diner)                   |      |            |
| 2. | 「レフト・オブ・センター」(Left of Center)          |      |            |
| 3. | 「トムズ・ダイナー (ライブ版)」(Tom's Diner (live)) |      |            |
| 4. | 「ルカ (ライブ版)」(Luka (live))                    |      |            |

### チャート成績
| チャート（1987年）  | 最高位 |
| ------------------- | ------ |
| アイルランド (IRMA) | 26     |
| UK シングルス (OCC) | 58     |

| チャート（2009年）       | 最高位 |
| ------------------------ | ------ |
| デンマーク (Tracklisten) | 24     |

| チャート（2010年）               | 最高位 |
| -------------------------------- | ------ |
| スウェーデン (Sverigetopplistan) | 56     |

## DNAによるリミックス

### 背景
1990年、2人の英国の音楽プロデューサーがDNAの名の下で「トムズ・ダイナー」をリミックスした。スザンヌ・ヴェガのボーカルをソウル・II・ソウル（「Keep On Movin'」）のダンスビートにのせ、彼女のシンプルなアドリブのアウトロ – "Do do do uh, do da-do uh" – を曲のフックに変えた。その当時、曲全体をサンプラーに入れるのは不可能だったので、彼らはスザンヌ・ヴェガのボーカルを短いサンプルに切り出すのに夜や週末を費やすことになった。スザンヌ・ヴェガ本人や彼女のレコードレーベル、音楽出版社からの許可を得ることなく、2人はリミックスを"DNA featuring Suzanne Vega"の"Oh Suzanne"としてクラブへ限定したリリースを行った。スザンヌ・ヴェガの当時のレコード会社であったA&MはDNAを著作権侵害で提訴するのではなく、リミックスをリリースできるようにした。
A&Mはリミックスを気に入ったスザンヌ・ヴェガと取引をまとめた。「(A&Mは)私にそれをどう思うか聞き、私は本当にいい感じだと思うと答えました。なので私は『どうぞリリースして』と言いました。私は成功を期待していませんでした - そこまで人気になるとは全く思っていなかったのです。ただ、とても素敵だと思ったのです。」とスザンヌ・ヴェガは英国のコラムニストに伝えている。DNAのリミックスは原曲よりもずっと大きなヒットとなり、全英シングルチャートで最高2位、米国のBillboard Hot 100で最高5位、そしてモダン・ロック・トラックス(7位)とBillboard Hot R&B Singles(10位)の両チャートで10位以内に入った一握りの楽曲の一つとなった。オーストリア、ドイツ、ギリシャ、スイスではチャート1位となった。

### 構成
DNAのリミックスは嬰ヘ短調のキーで、99BPMのテンポの四拍子である。曲中のスザンヌ・ヴェガのボーカルの音域はF♯3からE4である。

### 批評家の評価
『ビルボード』のラリー・フリックは「DNA featuring スザンヌ・ヴェガ」の素晴らしい『トムズ・ダイナー』を見逃さないで」とコメントした。彼は、英国人がスザンヌ・ヴェガの歌を「イケてるソウル・II・ソウル風味のスウィングインストゥルメンタル」にのせたと記し、この曲を「消えることのない感染力がある」と表現した。学生新聞の『コロンビア・デイリー・スペクテイター』は「驚きのヒット」と呼んだ。『エンターテインメント・ウィークリー』のマリサ・フォックスは曲のダンスを「魅惑的」と褒めた。『ロサンゼルス・タイムズ』のパトリック・ゴールドスタインは、「奇妙だが本物に近い」と述べ、「路上生活者のようなポップスの女性歌手」が突然、「力強いソウル・II・ソウルスタイルのダンスヒットのおかげでロンドンの流行の先端を行くクラブシーンの女王」になったと付け加えた。『メロディ・メイカー』のエヴェレット・トゥルーは「これは本当にとてもスムーズだ。原曲を知ってるだろ、破局した後の大都市での毎朝の生活を鋭く、痛烈に描いたスザンヌの一人の物語を。魔法みたいだ。今度はそれをもっと簡単に滑り落ちるような目立たない柔らかなバックビートにしたと想像してほしい。本当に素晴らしい！今日は何の用だっけ？今週のシングル。当たり前じゃないか」とコメントした。
『Music & Media』の批評家は「孤独なボーカルパートがスティーリー・ダンタイプのホーンとノリの良いヒップホップのビートで完璧に補われている。良いバージョンだ。」とコメントした。『Music Week』は"Pick of the Year – Dance"のトップ10リストの1位にランク付けした。『The Network Forty』のDiane Tameechaは「スザンヌ・ヴェガの官能的な柔らかい声と思いがけないリズム（彼女の音楽にとっては、だが）の繋がりが驚くほどに鮮やかで、その派手さがすぐに耳を引き付ける」と感じた。『NME』のMandi Jamesは今週のシングル(Single of the Week)に挙げ、「これまでスザンヌ・ヴェガは私に起き上がって部屋を離れる以外の行動を起こすことができなかったという事実からだけでも奇妙なレコードだ。官能的で感触のいいビートにのることで、あの苛立たしいほど空虚で女の子っぽいボーカルが催眠術のようなほろ苦いバラードへと奇跡のように変化している。壊滅的なほどのフォークソングの退屈さに新しい命が与えられて、DNAの整形外科手術への感謝の気持ちでいっぱいのはずだ。この1週間聞いた中で完璧に最も近い。」と書いた。『Smash Hits』の批評家は、このようなリミックスは「原曲よりはるかに良く聞こえ、むしろ斬新さを感じさせる。」と述べた。『スピン』のAlec Foegeは、「トムズ・ダイナー」は「DNAがダンスリミックスを行って初めて」国際的なヒット曲となったと評した。

### 影響とその後
2004年、『Q』誌はDNAのリミックス版を「所有すべき1010の曲」(The 1010 Songs You Must Own)"のリストの中で挙げた。

### ミュージックビデオ
曲の宣伝のためにギャレス・ロバーツ監督によるミュージックビデオが製作された。スザンヌ・ヴェガは登場していない。

### 収録曲
- CD マキシシングル

1. "Tom's Diner" (7インチA面版) – 3:47
2. "Tom's Diner" by Suzanne Vega – 2:39
3. "Tom's Diner" (ア・カペラ) by Suzanne Vega – 2:08
4. "Tom's Diner" (12インチA面版) – 5:20

- 7インチ シングル

1. "Tom's Diner" – 3:47
2. "Tom's Diner" (ア・カペラ) by Suzanne Vega – 2:08

- 12インチ マキシシングル

1. "Tom's Diner" (リミックス) – 6:03 (ソロパートのあるピアノを含んだこのバージョンはCDやデジタル配信ではまだリリースされていない)
2. "Tom's Diner" by Suzanne Vega
3. "Tom's Diner" (ア・カペラ) by Suzanne Vega

- カセット　シングル

1. "Tom's Diner" 7インチ版 (side 1)
2. "Tom's Diner" 12インチ版 (side 2)

### チャート成績
| チャート (1990–1991年)                 | 最高位 |
| -------------------------------------- | ------ |
| オーストラリア (ARIA)                  | 8      |
| オーストリア (Ö3 Austria Top 40)       | 1      |
| ベルギー (Ultratop 50 Flanders)        | 3      |
| カナダ トップシングルス (RPM)          | 13     |
| カナダ ダンス/アーバン (RPM)           | 4      |
| ヨーロッパ (Eurochart Hot 100)         | 2      |
| European Airplay (Music & Media)       | 1      |
| フィンランド (Suomen virallinen lista) | 14     |
| フランス (SNEP)                        | 16     |
| ドイツ (GfK Entertainment charts)      | 1      |
| ギリシャ (IFPI)                        | 1      |
| アイルランド (IRMA)                    | 2      |
| イタリア (Musica e dischi)             | 9      |
| オランダ (Dutch Top 40)                | 2      |
| オランダ (Single Top 100)              | 4      |
| ニュージーランド (Recorded Music NZ)   | 8      |
| ポルトガル (AFP)                       | 7      |
| スペイン (AFYVE)                       | 9      |
| スイス (Schweizer Hitparade)           | 1      |
| UK シングルス (OCC)                    | 2      |
| UKダンス (Music Week)                  | 1      |
| US Billboard Hot 100                   | 5      |
| US Alternative Airplay (Billboard)     | 7      |
| US Dance Club Songs (Billboard)        | 13     |
| US Dance Singles Sales (Billboard)     | 5      |
| US Hot R&B/Hip-Hop Songs (Billboard)   | 10     |

| チャート (1990年)                | 順位 |
| -------------------------------- | ---- |
| オーストラリア (ARIA)            | 89   |
| オーストリア (Ö3 Austria Top 40) | 17   |
| ベルギー (Ultratop)              | 45   |
| カナダ Dance/Urban (RPM)         | 15   |
| ヨーロッパ (Eurochart Hot 100)   | 16   |
| ドイツ (Media Control)           | 6    |
| オランダ (Dutch Top 40)          | 32   |
| オランダ (Single Top 100)        | 39   |
| スイス (Schweizer Hitparade)     | 23   |
| UK シングル (OCC)                | 32   |

| チャート (1991年)                    | 順位 |
| ------------------------------------ | ---- |
| US Billboard Hot 100                 | 53   |
| US 12-inch Singles Sales (Billboard) | 45   |

### 認定
| 国/地域                    | 認定   | 認定/売上数 |
| -------------------------- | ------ | ----------- |
| ドイツ (BVMI)              | Gold   | 400,000     |
| イギリス (BPI)             | Silver | 200,000^    |
| アメリカ合衆国 (RIAA)      | Gold   | 500,000^    |
| ^ 認定のみに基づく出荷枚数 |        |             |

## ジョルジオ・モロダーのバージョン
14枚目のスタジオアルバムである『デジャヴ』の8曲目として、2015年6月12日、音楽プロデューサーのジョルジオ・モロダーは米国の歌手のブリトニー・スピアーズを起用して「トムズ・ダイナー」のリメイクを行った。その後、2015年10月9日に、2つの新しいリミックスと共にアルバムからの4番目の、そして最後のシングルとしてリリースされた。2015年のブリトニー・スピアーズのリリースとしては「プリティー・ガールズ」に続く2枚目にあたり、客演としての登場は2011年の「S&M (リミックス)」以来であった。
2015年7月4日の週には、当時はシングルカットされていなかったにも関わらず、「トムズ・ダイナー」はジョルジオ・モロダーの最も売れたデジタル配信楽曲となり、Billboard Dance/Electronic Songsチャートでの登場時に最高位の38位にランクインし、Billboard Dance/Electronic Digital Songsチャートで14位にランクインした。

### 収録曲
1. "Tom's Diner" – 3:32
2. "Tom's Diner" (Leu Leu Land Remix) – 2:58
3. "Tom's Diner" (Hibell Remix) – 3:17

### チャート成績
| チャート (2015–2018年)                          | 最高位 |
| ----------------------------------------------- | ------ |
| CIS Airplay (TopHit)                            | 94     |
| フランス (SNEP)                                 | 146    |
| レバノン (Lebanese Top 20)                      | 11     |
| ウクライナ Airplay (Tophit)                     | 26     |
| US Hot Dance/Electronic Songs (Billboard)       | 38     |
| US Dance/Electronic Streaming Songs (Billboard) | 14     |

| チャート (2018年)           | 順位 |
| --------------------------- | ---- |
| ウクライナ Airplay (Tophit) | 143  |

### リリース履歴
| 地域     | 日付           | フォーマット                     | レーベル                         | 出典   |
| -------- | -------------- | -------------------------------- | -------------------------------- | ------ |
| 世界各地 | 2015年10月9日  | デジタル配信                     | Giorgio Moroder Music LLC RCA    | [ 78 ] |
| イタリア | 2015年10月16日 | コンテンポラリー・ヒット・ラジオ | Giorgio Moroder Music LLC ソニー | [ 88 ] |
| ロシア   | 2015年10月29日 | コンテンポラリー・ヒット・ラジオ | ソニー                           | [ 81 ] |

## アネンマイカンテライトとジャイアント・ルークスのバージョン
ドイツの音楽グループのアネンマイカンテライトとジャイアント・ルークスがこの曲のカバーを2019年に行った。このカバーは2022年3月にTikTokで急速に広まり、2024年11月時点でTikTok上で1.2億回以上再生され、Spotifyで3.3億回以上配信された。

### チャート成績

#### 週間チャート
| チャート (2022年)                                     | 最高位 |
| ----------------------------------------------------- | ------ |
| オーストラリア (ARIA)                                 | 18     |
| オーストリア (Ö3 Austria Top 40)                      | 45     |
| カナダ (Canadian Hot 100)                             | 38     |
| ドイツ (GfK Entertainment charts)                     | 76     |
| Global 200 (Billboard)                                | 66     |
| アイルランド (IRMA)                                   | 33     |
| リトアニア (AGATA)                                    | 18     |
| オランダ (Single Tip)                                 | 19     |
| ニュージーランド (ニュージーランド・レコード産業協会) | 16     |
| スウェーデン Heatseeker (スヴァリイェトプリストン)    | 7      |
| スイス (Schweizer Hitparade)                          | 86     |
| UK シングルス (OCC)                                   | 63     |
| US Billboard Hot 100                                  | 78     |
| US Hot Rock & Alternative Songs (Billboard)           | 8      |

#### 年間チャート
| チャート (2022年)                           | 順位 |
| ------------------------------------------- | ---- |
| US Hot Rock & Alternative Songs (Billboard) | 27   |

### 認定
| 国/地域                          | 認定     | 認定/売上数 |
| -------------------------------- | -------- | ----------- |
| ブラジル (ABPD)                  | Gold     | 20,000      |
| カナダ (Music Canada)            | Platinum | 80,000      |
| ドイツ (BVMI)                    | Gold     | 200,000     |
| ポーランド (ZPAV)                | Gold     | 25,000      |
| イギリス (BPI)                   | Silver   | 200,000     |
| アメリカ合衆国 (RIAA)            | Gold     | 500,000     |
| 認定のみに基づく売上数と再生回数 |          |             |

## リメイクとサンプリング

### リメイク
「トムズ・ダイナー」からは多くのヒップホップやダンス、ロックでのリミックスやリメイクが産み出された。それらを制作したアーティストとしては、ペーター・ベーレンス（トリオのドラマー）や、ビリー・ブラッグとR.E.M.の気まぐれな一回限りのコラボレーションであるビンゴ・ハンド・ジョブなどが挙げられる。その他にも、パブリック・エナミーやニッキーD、2パック、ツイン・ハイプ、ヨー・ガッティそしてリル・キムといったヒップホップ歌手の曲中でもサンプリングされた。
1991年、スザンヌ・ヴェガは数多くのリメイクがあることに注目し、様々な音楽ジャンルにおける「トムズ・ダイナー」のバージョンを集めた『Tom's Album』をリリースした。これにはマーク・ジョナサン・デイヴィスによる「かわいい魔女ジニー」を題材にした「ジニーズ・ダイナー」(Jeannie's Diner)というパロディも含まれ、ニック・アット・ナイトでのドラマの放映を宣伝するために使われた。このアルバムにはスザンヌ・ヴェガの曲「さびたパイプ」(Rusted Pipe)のDNAによるリミックスも含まれている。アルバムのスリーブにスザンヌ・ヴェガは「朝食を食べることに関する小さな歌が予期せぬ妊娠に関する歌(Daddy's Little Girl – Nikki D)や湾岸での最近の戦争に関する歌(Waiting at the Border)になりました。あるバージョン(Jeannie's Diner)はポップカルチャーの忘れ去られたものを取り入れています。どれも私を驚かせてくれました。いくつかには顔をしかめてしまいましたが、いずれにせよアルバムに含めることにしました。」と書いている。
2015年、サウンドアーティスト兼作曲家のライアン・マグワイア(Ryan Maguire)は自身の"The Ghost in the MP3"というプロジェクトの一部として"moDernisT"（"Tom's Diner"のアナグラム）という曲をリリースした。"moDernisT"はMP3の母として知られる「トムズ・ダイナー」をMP3で圧縮した際に失われてしまう音のみから制作されている。MP3圧縮で失われてしまう音を取り出すために用いられた手法の詳細は、プロジェクトのコンセプト面での動機とともに、2014年度のコンピュータ音楽国際会議の講演要旨集で公開されている。
2020年、英国のプロデューサーであるロビー・ドハーティ(Robbie Doherty)はアーティストのキーズ(Keees)とともに曲のリミックスを行い、"Pour the Milk"というタイトルで公開したところ、全英シングルチャートで初登場44位となった。
2023年時点で50以上のバージョンの「トムズ・ダイナー」が存在している。

### サンプリングとインターポレーション
米国のロックバンドのフォール・アウト・ボーイは「センチュリーズ」において「トムズ・ダイナー」のインターポレーションを用いた。
2024年、米国のラッパーのカップケイクはアルバム『ダウントレス・マニフェスト』の中の曲「ドーラ」(Dora)で「トムズ・ダイナー」のインターポレーションを行った。同年、プエルトリコの歌手のマイク・タワーズと米国のプロデューサーのベニー・ブランコは彼らの曲「デジェネレ」(Degenere) で「トムズ・ダイナー」をメロディーのベースとして用いた。
2025年、K-POPのガールズグループIVEが「ATTITUDE」で「トムズ・ダイナー」のインターポレーションを行った。